# TFF 3. Lig
De Türkiye Futbol Federasyonu 3. Lig is het vierde en laagste niveau van de Turkse professionele competities. Tevens is het de laagste competitie op nationaal niveau. De huidige naam is naar aanleiding van een sponsorcontract Nesine 3.  Lig. Er zijn vier groepen met elk 15 voetbalclubs. De nummers 1 van elke groep promoveren naar TFF 2. Lig. De nummers 2 tot en met 6 van elk groep spelen play-off wedstrijden waarna er twee winnaars alsnog promoveren naar TFF 2. Lig.

## 3. Lig Topscorers
| Seizoen | Topscorer                                                | Club                               | Doelpunten |
| ------- | -------------------------------------------------------- | ---------------------------------- | ---------- |
| 1991-92 | Ömer Zorlu                                               | Giresunspor                        | 41         |
| 1992-93 | Erden Aksoy                                              | Giresunspor                        | 37         |
| 1993-94 | Mustafa Ilıkoba                                          | Kozan Belediyespor                 | 25         |
| 1994-95 | İsmail Sivrikaya                                         | Akçaabat Sebatspor                 | 24         |
| 1995-96 | Hikmet Şıktaşlılar                                       | Kuşadasıspor                       | 24         |
| 1996-97 | Mehmet Ünver                                             | Batman Petrolspor                  | 31         |
| 1997-98 | Mutlu Dervişoğlu                                         | Giresunspor                        | 28         |
| 1998-99 | Ramazan Polatçı                                          | Siirtspor                          | 40         |
| 1999-00 | Doğan Seyfi Atlı Serhan Hacıhüseyinoğlu Serkant Gülyaşar | Edirnespor Mezitlispor Hakkarispor | 21         |
| 2000-01 | Taner Demirbaş                                           | Adanaspor                          | 39         |
| 2001-02 | Levent Memişoğlu                                         | Tarsus Idman Yurdu                 | 26         |
| 2002-03 | Hakan Acar                                               | Osmaniyespor                       | 25         |
| 2003-04 | Fatih Koyugölge                                          | Oyak Renaultspor                   | 30         |
| 2004-05 | Mehmet Eren Boyraz                                       | Beylerbeyi                         | 20         |
| 2005-06 | Taylan Eliaçık                                           | Mezitlispor                        | 29         |
| 2006-07 | Can Parlayan                                             | 1461 Trabzonspor                   | 21         |
| 2007-08 | Mustafa Kocabey                                          | Beylerbeyi                         | 24         |
| 2008-09 | Hasan Özçelik                                            | Bağlar Vuralspor                   | 22         |
| 2009-10 | Uğur Kıllı                                               | Lüleburgazspor                     | 26         |
| 2010-11 | Mustafa Ünver                                            | Kırıkkalespor                      | 22         |
| 2011-12 | Artun Akçakın                                            | Hacettepe                          | 23         |
| 2012-13 | Özer Kutlu Doğan Karakuş                                 | Ümraniyespor Kocaelispor           | 22         |
| 2013-14 | Yıldıray Koçal                                           | Keçiörengücü                       | 26         |
| 2014-15 | Cenk Sarıtaş                                             | Anadolu Üsküdar 1908               | 19         |
| 2015-16 | Umut Dilek                                               | Kemerspor 2003                     | 23         |
| 2016-17 | Ilyas Kubilay Yavuz                                      | Tarsus Idman Yurdu                 | 20         |
| 2017-18 | Murat Kara                                               | Erbaaspor                          | 23         |
| 2018-19 | Yakup Alkan                                              | Yeni Çorumspor                     | 21         |
| 2019-20 | Kerem Aktürkoğlu                                         | 24 Erzincanspor                    | 20         |
| 2020-21 | Emre Gemici                                              | Yeşilyurt Belediyespor             | 24         |
| 2021-22 | Aykut Çift                                               | Batman Petrolspor                  | 26         |

## 3. Lig Kampioenen
| 1 Groep    | Kampioen | Kampioen | Kampioen | Kampioen | Kampioen |
| ---------- | --- | --- | --- | --- | --- |
| 1967-68    | Düzcespor | Düzcespor | Düzcespor | Düzcespor | Düzcespor |
| 2 Groepen  | Witte Groep | Witte Groep | Rode Groep | Rode Groep | Rode Groep |
| 1968-69    | Nazillispor | Nazillispor | Tarsus Idman Yurdu | Tarsus Idman Yurdu | Tarsus Idman Yurdu |
| 1969-70    | Uşakspor | Uşakspor | Hatayspor | Hatayspor | Hatayspor |
| 4 Groepen  | Witte Groep | Rode Groep | Blauwe Groep | Groene Groep | Groene Groep |
| 1970-71    | Konyaspor | Sarıyer | Iskenderunspor | Konya İdman Yurdu | Konya İdman Yurdu |
| 1971-72    | Beykoz | Lüleburgazspor | Karabükspor | Gaziantepspor | Gaziantepspor |
| 1972-73    | Tirespor | Eskişehir Demirspor | Malatyaspor | Erzurumspor | Erzurumspor |
| 2 Groepen  | Witte Groep | Witte Groep | Rode Groep | Rode Groep | Rode Groep |
| 1973-74    | MKE Kırıkkalespor | MKE Kırıkkalespor | Çorumspor | Çorumspor | Çorumspor |
| 1974-75    | Bandırmaspor | Bandırmaspor | Elazığspor | Elazığspor | Elazığspor |
| 1975-76    | Ispartaspor | Ispartaspor | Diyarbakırspor | Diyarbakırspor | Diyarbakırspor |
| 3 Groepen  | Witte Groep | Rode Groep | Rode Groep | Blauwe Groep | Blauwe Groep |
| 1976-77    | Tekirdağspor | Düzcespor | Düzcespor | Urfaspor | Urfaspor |
| 2 Groepen  | Witte Groep | Witte Groep | Rode Groep | Rode Groep | Rode Groep |
| 1977-78    | Sebat Gençlik | Sebat Gençlik | Edirnespor | Edirnespor | Edirnespor |
| 1978-79    | Erzurumspor | Erzurumspor | Lüleburgazspor | Lüleburgazspor | Lüleburgazspor |
| 1979-80    | Tarsus Idman Yurdu | Tarsus Idman Yurdu | İzmirspor | İzmirspor | İzmirspor |
| 1980-1984  | 3. Lig opgeheven | 3. Lig opgeheven | 3. Lig opgeheven | 3. Lig opgeheven | 3. Lig opgeheven |
| 11 Groepen | Kampioenen | Kampioenen | Kampioenen | Kampioenen | Kampioenen |
| 1984-85    | Gölcükspor - Bakırköyspor - Inegölspor - Etibank SAS - Düzce K.Doğanspor - Osmaniyespor - Hopaspor - Erzincanspor - Siirt YSE Spor - Manisaspor - Aydınspor          | Gölcükspor - Bakırköyspor - Inegölspor - Etibank SAS - Düzce K.Doğanspor - Osmaniyespor - Hopaspor - Erzincanspor - Siirt YSE Spor - Manisaspor - Aydınspor          | Gölcükspor - Bakırköyspor - Inegölspor - Etibank SAS - Düzce K.Doğanspor - Osmaniyespor - Hopaspor - Erzincanspor - Siirt YSE Spor - Manisaspor - Aydınspor          | Gölcükspor - Bakırköyspor - Inegölspor - Etibank SAS - Düzce K.Doğanspor - Osmaniyespor - Hopaspor - Erzincanspor - Siirt YSE Spor - Manisaspor - Aydınspor          | Gölcükspor - Bakırköyspor - Inegölspor - Etibank SAS - Düzce K.Doğanspor - Osmaniyespor - Hopaspor - Erzincanspor - Siirt YSE Spor - Manisaspor - Aydınspor          |
| 12 Groepen | Kampioenen | Kampioenen | Kampioenen | Kampioenen | Kampioenen |
| 1985-86    | Bayburtspor - Elazığspor - Reyhanlıspor - Çarşambaspor - Sökespor - Kırşehirspor - S. Filamentspor - Çanakkalespor - Kuşadasıspor - Çorluspor - Silivrispor - Beykoz | Bayburtspor - Elazığspor - Reyhanlıspor - Çarşambaspor - Sökespor - Kırşehirspor - S. Filamentspor - Çanakkalespor - Kuşadasıspor - Çorluspor - Silivrispor - Beykoz | Bayburtspor - Elazığspor - Reyhanlıspor - Çarşambaspor - Sökespor - Kırşehirspor - S. Filamentspor - Çanakkalespor - Kuşadasıspor - Çorluspor - Silivrispor - Beykoz | Bayburtspor - Elazığspor - Reyhanlıspor - Çarşambaspor - Sökespor - Kırşehirspor - S. Filamentspor - Çanakkalespor - Kuşadasıspor - Çorluspor - Silivrispor - Beykoz | Bayburtspor - Elazığspor - Reyhanlıspor - Çarşambaspor - Sökespor - Kırşehirspor - S. Filamentspor - Çanakkalespor - Kuşadasıspor - Çorluspor - Silivrispor - Beykoz |
| 10 Groepen | Kampioenen | Kampioenen | Kampioenen | Kampioenen | Kampioenen |
| 1986-87    | Bitlisspor - Niğdespor - Bartınspor - Ispartaspor - Menemenspor - Uşakspor - Kütahyaspor - Eyüpspor - Zeytinburnuspor - Trabzonspor B                                | Bitlisspor - Niğdespor - Bartınspor - Ispartaspor - Menemenspor - Uşakspor - Kütahyaspor - Eyüpspor - Zeytinburnuspor - Trabzonspor B                                | Bitlisspor - Niğdespor - Bartınspor - Ispartaspor - Menemenspor - Uşakspor - Kütahyaspor - Eyüpspor - Zeytinburnuspor - Trabzonspor B                                | Bitlisspor - Niğdespor - Bartınspor - Ispartaspor - Menemenspor - Uşakspor - Kütahyaspor - Eyüpspor - Zeytinburnuspor - Trabzonspor B                                | Bitlisspor - Niğdespor - Bartınspor - Ispartaspor - Menemenspor - Uşakspor - Kütahyaspor - Eyüpspor - Zeytinburnuspor - Trabzonspor B                                |
| 9 Groepen  | Kampioenen | Kampioenen | Kampioenen | Kampioenen | Kampioenen |
| 1987-88    | Giresunspor - Mardinspor - Nevşehirspor - Polatlıspor - Alanyaspor - Ayvalıkgücü - Bursaspor B - Uzunköprüspor - Kartalspor                                          | Giresunspor - Mardinspor - Nevşehirspor - Polatlıspor - Alanyaspor - Ayvalıkgücü - Bursaspor B - Uzunköprüspor - Kartalspor                                          | Giresunspor - Mardinspor - Nevşehirspor - Polatlıspor - Alanyaspor - Ayvalıkgücü - Bursaspor B - Uzunköprüspor - Kartalspor                                          | Giresunspor - Mardinspor - Nevşehirspor - Polatlıspor - Alanyaspor - Ayvalıkgücü - Bursaspor B - Uzunköprüspor - Kartalspor                                          | Giresunspor - Mardinspor - Nevşehirspor - Polatlıspor - Alanyaspor - Ayvalıkgücü - Bursaspor B - Uzunköprüspor - Kartalspor                                          |
| 1988-89    | Bulancakspor - Şanlıurfaspor - Niğdespor - Keçiörengücü - Sökespor - Izmirspor - Bandırmaspor - Kasımpaşa - Karagümrük                                               | Bulancakspor - Şanlıurfaspor - Niğdespor - Keçiörengücü - Sökespor - Izmirspor - Bandırmaspor - Kasımpaşa - Karagümrük                                               | Bulancakspor - Şanlıurfaspor - Niğdespor - Keçiörengücü - Sökespor - Izmirspor - Bandırmaspor - Kasımpaşa - Karagümrük                                               | Bulancakspor - Şanlıurfaspor - Niğdespor - Keçiörengücü - Sökespor - Izmirspor - Bandırmaspor - Kasımpaşa - Karagümrük                                               | Bulancakspor - Şanlıurfaspor - Niğdespor - Keçiörengücü - Sökespor - Izmirspor - Bandırmaspor - Kasımpaşa - Karagümrük                                               |
| 1989-90    | Ünyespor - Elazığspor - Hatayspor - Düzce Doğsanspor - Yeni Afyonspor - Bucaspor - Gönenspor - Gaziosmanpaşaspor - Yalovaspor                                        | Ünyespor - Elazığspor - Hatayspor - Düzce Doğsanspor - Yeni Afyonspor - Bucaspor - Gönenspor - Gaziosmanpaşaspor - Yalovaspor                                        | Ünyespor - Elazığspor - Hatayspor - Düzce Doğsanspor - Yeni Afyonspor - Bucaspor - Gönenspor - Gaziosmanpaşaspor - Yalovaspor                                        | Ünyespor - Elazığspor - Hatayspor - Düzce Doğsanspor - Yeni Afyonspor - Bucaspor - Gönenspor - Gaziosmanpaşaspor - Yalovaspor                                        | Ünyespor - Elazığspor - Hatayspor - Düzce Doğsanspor - Yeni Afyonspor - Bucaspor - Gönenspor - Gaziosmanpaşaspor - Yalovaspor                                        |
| 1990-91    | Bafraspor - Muşspor - Tarsus Idman Yurdu - Kayserispor - Ispartaspor - Manisaspor - Bozüyükspor - SK Çekmecespor - Üsküdar Anadolu                                   | Bafraspor - Muşspor - Tarsus Idman Yurdu - Kayserispor - Ispartaspor - Manisaspor - Bozüyükspor - SK Çekmecespor - Üsküdar Anadolu                                   | Bafraspor - Muşspor - Tarsus Idman Yurdu - Kayserispor - Ispartaspor - Manisaspor - Bozüyükspor - SK Çekmecespor - Üsküdar Anadolu                                   | Bafraspor - Muşspor - Tarsus Idman Yurdu - Kayserispor - Ispartaspor - Manisaspor - Bozüyükspor - SK Çekmecespor - Üsküdar Anadolu                                   | Bafraspor - Muşspor - Tarsus Idman Yurdu - Kayserispor - Ispartaspor - Manisaspor - Bozüyükspor - SK Çekmecespor - Üsküdar Anadolu                                   |
| 1991-92    | Akçaabat Sebatspor - Batman Belediyespor - Iskenderunspor - Yozgatspor - Yeni Nazillispor - Kütahyaspor - İstanbulspor - Zonguldakspor - Balıkesirspor               | Akçaabat Sebatspor - Batman Belediyespor - Iskenderunspor - Yozgatspor - Yeni Nazillispor - Kütahyaspor - İstanbulspor - Zonguldakspor - Balıkesirspor               | Akçaabat Sebatspor - Batman Belediyespor - Iskenderunspor - Yozgatspor - Yeni Nazillispor - Kütahyaspor - İstanbulspor - Zonguldakspor - Balıkesirspor               | Akçaabat Sebatspor - Batman Belediyespor - Iskenderunspor - Yozgatspor - Yeni Nazillispor - Kütahyaspor - İstanbulspor - Zonguldakspor - Balıkesirspor               | Akçaabat Sebatspor - Batman Belediyespor - Iskenderunspor - Yozgatspor - Yeni Nazillispor - Kütahyaspor - İstanbulspor - Zonguldakspor - Balıkesirspor               |
| 10 Groepen | Kampioenen | Kampioenen | Kampioenen | Kampioenen | Kampioenen |
| 1992-93    | Adıyamanspor - Giresunspor - Hatayspor - Yeni Sincanspor - Eskişehirspor - Çorumspor - İstanbul B.Ş. - Çorluspor - Çanakkale Dardanelspor - Turgutluspor             | Adıyamanspor - Giresunspor - Hatayspor - Yeni Sincanspor - Eskişehirspor - Çorumspor - İstanbul B.Ş. - Çorluspor - Çanakkale Dardanelspor - Turgutluspor             | Adıyamanspor - Giresunspor - Hatayspor - Yeni Sincanspor - Eskişehirspor - Çorumspor - İstanbul B.Ş. - Çorluspor - Çanakkale Dardanelspor - Turgutluspor             | Adıyamanspor - Giresunspor - Hatayspor - Yeni Sincanspor - Eskişehirspor - Çorumspor - İstanbul B.Ş. - Çorluspor - Çanakkale Dardanelspor - Turgutluspor             | Adıyamanspor - Giresunspor - Hatayspor - Yeni Sincanspor - Eskişehirspor - Çorumspor - İstanbul B.Ş. - Çorluspor - Çanakkale Dardanelspor - Turgutluspor             |
| 1993-94    | Batman Bld - Çaykur Rizespor - İçel Polisgücü - Ankara Şekerspor - Kemer Bld - Erdemir Ereğlispor - Edirnespor - Düzcespor - Yeni Afyonspor - Manisaspor             | Batman Bld - Çaykur Rizespor - İçel Polisgücü - Ankara Şekerspor - Kemer Bld - Erdemir Ereğlispor - Edirnespor - Düzcespor - Yeni Afyonspor - Manisaspor             | Batman Bld - Çaykur Rizespor - İçel Polisgücü - Ankara Şekerspor - Kemer Bld - Erdemir Ereğlispor - Edirnespor - Düzcespor - Yeni Afyonspor - Manisaspor             | Batman Bld - Çaykur Rizespor - İçel Polisgücü - Ankara Şekerspor - Kemer Bld - Erdemir Ereğlispor - Edirnespor - Düzcespor - Yeni Afyonspor - Manisaspor             | Batman Bld - Çaykur Rizespor - İçel Polisgücü - Ankara Şekerspor - Kemer Bld - Erdemir Ereğlispor - Edirnespor - Düzcespor - Yeni Afyonspor - Manisaspor             |
| 1994-95    | Elazığspor - Erzincanspor - Şanlıurfaspor - Ankara PTT - Beypazarıspor - Fethiyespor - Yeni Yozgatspor - Bergamaspor - Lüleburgazspor - Anadolu Hisarı İY            | Elazığspor - Erzincanspor - Şanlıurfaspor - Ankara PTT - Beypazarıspor - Fethiyespor - Yeni Yozgatspor - Bergamaspor - Lüleburgazspor - Anadolu Hisarı İY            | Elazığspor - Erzincanspor - Şanlıurfaspor - Ankara PTT - Beypazarıspor - Fethiyespor - Yeni Yozgatspor - Bergamaspor - Lüleburgazspor - Anadolu Hisarı İY            | Elazığspor - Erzincanspor - Şanlıurfaspor - Ankara PTT - Beypazarıspor - Fethiyespor - Yeni Yozgatspor - Bergamaspor - Lüleburgazspor - Anadolu Hisarı İY            | Elazığspor - Erzincanspor - Şanlıurfaspor - Ankara PTT - Beypazarıspor - Fethiyespor - Yeni Yozgatspor - Bergamaspor - Lüleburgazspor - Anadolu Hisarı İY            |
| 1995-96    | Bingölspor - Hopaspor - Iskenderunspor - Ankara Demirspor - Ünyespor - Muğlaspor - Kuşadasıspor - Inegölspor - Nişantaşı - Beylerbeyi                                | Bingölspor - Hopaspor - Iskenderunspor - Ankara Demirspor - Ünyespor - Muğlaspor - Kuşadasıspor - Inegölspor - Nişantaşı - Beylerbeyi                                | Bingölspor - Hopaspor - Iskenderunspor - Ankara Demirspor - Ünyespor - Muğlaspor - Kuşadasıspor - Inegölspor - Nişantaşı - Beylerbeyi                                | Bingölspor - Hopaspor - Iskenderunspor - Ankara Demirspor - Ünyespor - Muğlaspor - Kuşadasıspor - Inegölspor - Nişantaşı - Beylerbeyi                                | Bingölspor - Hopaspor - Iskenderunspor - Ankara Demirspor - Ünyespor - Muğlaspor - Kuşadasıspor - Inegölspor - Nişantaşı - Beylerbeyi                                |
| 8 Groepen  | Kampioenen | Kampioenen | Kampioenen | Kampioenen | Kampioenen |
| 1996-97    | Batman Petrolspor - Giresunspor - Gaziantep Sankospor - Boluspor - Ankara B.Ş. Belediyespor - Kasımpaşa - Marmarisspor - İstanbul B.Ş. Belediyespor                  | Batman Petrolspor - Giresunspor - Gaziantep Sankospor - Boluspor - Ankara B.Ş. Belediyespor - Kasımpaşa - Marmarisspor - İstanbul B.Ş. Belediyespor                  | Batman Petrolspor - Giresunspor - Gaziantep Sankospor - Boluspor - Ankara B.Ş. Belediyespor - Kasımpaşa - Marmarisspor - İstanbul B.Ş. Belediyespor                  | Batman Petrolspor - Giresunspor - Gaziantep Sankospor - Boluspor - Ankara B.Ş. Belediyespor - Kasımpaşa - Marmarisspor - İstanbul B.Ş. Belediyespor                  | Batman Petrolspor - Giresunspor - Gaziantep Sankospor - Boluspor - Ankara B.Ş. Belediyespor - Kasımpaşa - Marmarisspor - İstanbul B.Ş. Belediyespor                  |
| 1997-98    | Ağrıspor - Gümüşhane Doğanspor - Fırat Üniv. - Kilimli Bld. Spor - Petrolofisi - Izmirspor - Pendikspor - Çorluspor                                                  | Ağrıspor - Gümüşhane Doğanspor - Fırat Üniv. - Kilimli Bld. Spor - Petrolofisi - Izmirspor - Pendikspor - Çorluspor                                                  | Ağrıspor - Gümüşhane Doğanspor - Fırat Üniv. - Kilimli Bld. Spor - Petrolofisi - Izmirspor - Pendikspor - Çorluspor                                                  | Ağrıspor - Gümüşhane Doğanspor - Fırat Üniv. - Kilimli Bld. Spor - Petrolofisi - Izmirspor - Pendikspor - Çorluspor                                                  | Ağrıspor - Gümüşhane Doğanspor - Fırat Üniv. - Kilimli Bld. Spor - Petrolofisi - Izmirspor - Pendikspor - Çorluspor                                                  |
| 1998-99    | Siirt Köy Hizmetleri - Sivasspor - Malatya Bld. Spor - MKE Kırıkkalespor - Asaşspor - Yeni Nazillispor - Darıca G. Birliği - Gaziosmanpaşaspor                       | Siirt Köy Hizmetleri - Sivasspor - Malatya Bld. Spor - MKE Kırıkkalespor - Asaşspor - Yeni Nazillispor - Darıca G. Birliği - Gaziosmanpaşaspor                       | Siirt Köy Hizmetleri - Sivasspor - Malatya Bld. Spor - MKE Kırıkkalespor - Asaşspor - Yeni Nazillispor - Darıca G. Birliği - Gaziosmanpaşaspor                       | Siirt Köy Hizmetleri - Sivasspor - Malatya Bld. Spor - MKE Kırıkkalespor - Asaşspor - Yeni Nazillispor - Darıca G. Birliği - Gaziosmanpaşaspor                       | Siirt Köy Hizmetleri - Sivasspor - Malatya Bld. Spor - MKE Kırıkkalespor - Asaşspor - Yeni Nazillispor - Darıca G. Birliği - Gaziosmanpaşaspor                       |
| 1999-00    | Cizrespor - Gümüşhane Doğanspor - Hacılar Erciyesspor - Türk Telekom - Ispartaspor - Turgutluspor - Öz Sahrayıceditspor - Kırklarelispor                             | Cizrespor - Gümüşhane Doğanspor - Hacılar Erciyesspor - Türk Telekom - Ispartaspor - Turgutluspor - Öz Sahrayıceditspor - Kırklarelispor                             | Cizrespor - Gümüşhane Doğanspor - Hacılar Erciyesspor - Türk Telekom - Ispartaspor - Turgutluspor - Öz Sahrayıceditspor - Kırklarelispor                             | Cizrespor - Gümüşhane Doğanspor - Hacılar Erciyesspor - Türk Telekom - Ispartaspor - Turgutluspor - Öz Sahrayıceditspor - Kırklarelispor                             | Cizrespor - Gümüşhane Doğanspor - Hacılar Erciyesspor - Türk Telekom - Ispartaspor - Turgutluspor - Öz Sahrayıceditspor - Kırklarelispor                             |
| 2000-01    | Mardinspor - Iğdırspor - Adana Demirspor - Tokatspor - Uşakspor - Mustafakemalpaşaspor - Maltepespor - Yıldırım Bosnaspor                                            | Mardinspor - Iğdırspor - Adana Demirspor - Tokatspor - Uşakspor - Mustafakemalpaşaspor - Maltepespor - Yıldırım Bosnaspor                                            | Mardinspor - Iğdırspor - Adana Demirspor - Tokatspor - Uşakspor - Mustafakemalpaşaspor - Maltepespor - Yıldırım Bosnaspor                                            | Mardinspor - Iğdırspor - Adana Demirspor - Tokatspor - Uşakspor - Mustafakemalpaşaspor - Maltepespor - Yıldırım Bosnaspor                                            | Mardinspor - Iğdırspor - Adana Demirspor - Tokatspor - Uşakspor - Mustafakemalpaşaspor - Maltepespor - Yıldırım Bosnaspor                                            |
| 5 Groepen  | Eerste Groep | Tweede Groep | Derde Groep | Vierde Groep | Vijfde Groep |
| 2001-02    | Çubukspor | Adıyamanspor | Zonguldakspor | Muğlaspor | Fatih Karagümrük |
| 2002-03    | Osmaniyespor | Yeni Kırşehirspor | Aksarayspor | Yalovaspor | Çorluspor |
| 4 Groepen  | Eerste Groep | Tweede Groep | Derde Groep | Vierde Groep | Vierde Groep |
| 2003-04    | Karamanspor | Hacettepe | Pendikspor | Alanyaspor | Alanyaspor |
| 2004-05    | İDÇ Genel Müdürlüğüspor | Pazarspor | Kasımpaşa | Turgutluspor | Turgutluspor |
| 2005-06    | Erzincanspor | Etimesgut Şekerspor | Keçiörengücü | Gebzespor | Gebzespor |
| 2006-07    | Diyarbakır B.Ş. Bld. Diskispor | Araklıspor | Bozüyükspor | Gaziosmanpaşaspor | Gaziosmanpaşaspor |
| 2007-08    | Belediye Vanspor | Tokatspor | Denizli Belediyespor | Beykoz | Beykoz |
| Promotie   | Kampioen | Kampioen | Kampioen | Kampioen | Kampioen |
| 2008-09    | Göztepe | Göztepe | Göztepe | Göztepe | Göztepe |
| 2009-10    | Bandırmaspor | Bandırmaspor | Bandırmaspor | Bandırmaspor | Bandırmaspor |
| 3 Groepen  | Eerste Groep | Tweede Groep | Tweede Groep | Derde Groep | Derde Groep |
| 2010-11    | Büyükçekmece Tepecikspor | Kırklarelispor | Kırklarelispor | Gaziosmanpaşaspor | Gaziosmanpaşaspor |
| 2011-12    | Inegölspor | Nazilli Belediyespor | Nazilli Belediyespor | Hatayspor | Hatayspor |
| 2012-13    | Diyarbakır Büyükşehir Belediyespor | Aydınspor 1923 | Aydınspor 1923 | Altınordu | Altınordu |
| 2013-14    | Ümraniyespor | Düzyurtspor | Düzyurtspor | Keçiörengücü | Keçiörengücü |
| 2014-15    | Tuzlaspor | Eyüpspor | Eyüpspor | Anadolu Üsküdar 1908 | Anadolu Üsküdar 1908 |
| 2015-16    | BB Erzurumspor | Etimesgut Bld. | Etimesgut Bld. | Kastamonuspor 1966 | Kastamonuspor 1966 |
| 2016-17    | Sancaktepe Belediyespor | Bodrum Belediyesi Bodrumspor | Bodrum Belediyesi Bodrumspor | Afjet Afyonspor | Afjet Afyonspor |
| 2017-18    | Darıca Gençlerbirliği | Manisa Büyükşehir Belediyespor | Manisa Büyükşehir Belediyespor | Uşakspor | Uşakspor |
| 2018-19    | Hekimoğlu Trabzon | Kırşehir Belediyespor | Kırşehir Belediyespor | Bayburt İl Özel İdare Gençlik ve Spor | Bayburt İl Özel İdare Gençlik ve Spor |
| 2019-20    | Serik Belediyespor | Kocaelispor | Kocaelispor | Karacabey Belediyespor | Karacabey Belediyespor |
| 4 Groepen  | Eerste Groep | Tweede Groep | Derde Groep | Vierde Groep | Vierde Groep |
| 2020-21    | Diyarbekirspor | Nazilli Belediyespor | Somaspor | Adıyaman 1954 Spor | Adıyaman 1954 Spor |
| 3 Groepen  | Eerste Groep | Tweede Groep | Tweede Groep | Derde Groep | Derde Groep |
| 2021-22    | Batman Petrolspor | Düzcespor | Düzcespor | Erokspor | Erokspor |
| 2022-23    | Yeni Mersin Idmanyurdu | Iğdır FK | Iğdır FK | 68 Aksaray Belediyespor | 68 Aksaray Belediyespor |
| 4 Groepen  | Eerste Groep | Tweede Groep | Derde Groep | Vierde Groep | Vierde Groep |
| 2023-24    | Kepezspor | Batman Petrolspor | Karaköprü Belediyespor | Adana 1954 | Adana 1954 |
| 2024-25    | Bursaspor | Muğlaspor | Aliağa FK | Mardin 1969 | Mardin 1969 |